# Mirina fenzeli
Mirina fenzeli är en fjärilsart som beskrevs av Clayton Dissinger Mell 1939. Mirina fenzeli ingår i släktet Mirina och familjen Mirinidae. Inga underarter finns listade i Catalogue of Life.